# Distretto di Finschhafen
Il distretto di Finschhafen, in inglese Finschhafen District, è un distretto della Papua Nuova Guinea appartenente alla Provincia di Morobe. Ha una superficie di 2.642 km² e 36.000 abitanti (stima nel 2000); il suo capoluogo è la città di Finschhafen